# 대술초등학교
대술초등학교는 대한민국 충청남도 예산군 대술면 화천리에 있는 공립 초등학교다.

## 학교 연혁
| 1931년 | 6월 1일  | 대술공립보통학교 개교               |
| 1938년 | 7월 1일  | 대술공립심상소학교로 개칭           |
| 1941년 | 4월 1일  | 대술공립국민학교로 개칭             |
| 1951년 | 3월 1일  | 대술국민학교로 개칭                 |
| 1981년 | 3월 1일  | 병설유치원 개원                     |
| 1992년 | 3월 1일  | 예동국민학교 본교로 통페합          |
| 1996년 | 3월 1일  | 대술초등학교로 개칭                 |
| 2007년 | 3월 1일  | 장복초등학교 본교로 통페합          |
| 2008년 | 12월 9일 | 체육관 '청송관' 준공                |
| 2015년 | 2월 18일 | 제81회 졸업(졸업생 4명, 총 4,993명) |
| 2015년 | 3월 1일  | 초등학교 35명 6학급 편성            |
| 2015년 | 3월 1일  | 병설유치원 12명 1학급 편성          |
| 2017년 | 2월 10일 | 제83회 졸업(졸업생 7명, 총 5,009명) |
| 2017년 | 3월 1일  | 초등학교 36명 7학급 편성            |
| 2017년 | 3월 1일  | 병설유치원 11명 1학급 편성          |

## 참고 자료
- 대술초등학교 - 한국교육학술정보원 학교알리미